# J2 League 2025
Die J2 League 2025, aus Sponsorengründen auch als Meiji Yasuda J2 League (jap. 2025 明治安田J2リーグ) bekannt, ist die 27. Spielzeit der zweithöchsten Fußball-Spielklasse der japanischen J.League. Die Saison begann mit dem ersten Spieltag am 15. Februar 2025 und soll am 29. November 2025 beendet sein. An dem Wettbewerb nehmeh 20 Mannschaften teil.

## Mannschaften
| Verein                     | Beheimatet in             | Heimstadion                         | Kapazität |
| -------------------------- | ------------------------- | ----------------------------------- | --------- |
| Blaublitz Akita            | Akita, Akita              | Soyu Stadium                        | 18.560    |
| Ehime FC                   | Matsuyama, Ehime          | Ningineer Stadium                   | 20.000    |
| Fujieda MYFC               | Fujieda, Shizuoka         | Fujieda Soccer Stadium              | 10.057    |
| Hokkaido Consadole Sapporo | Sapporo, Hokkaidō         | Sapporo Dome                        | 38.794    |
| FC Imabari                 | Imabari, Ehime            | ASICS Satoyama Stadium              | 5.316     |
| Iwaki FC                   | Iwaki, Fukushima          | Hawaiians Stadium Iwaki             | 5.066     |
| JEF United Ichihara Chiba  | Chiba & Ichihara, Chiba   | Fukuda Denshi Arena                 | 19.470    |
| Júbilo Iwata               | Iwata, Shizuoka           | Yamaha Stadium                      | 15.156    |
| Kataller Toyama            | Toyama, Toyama            | Toyama Stadium                      | 18.588    |
| Mito Hollyhock             | Mito, Ibaraki             | K's denki Stadium                   | 10.152    |
| Montedio Yamagata          | Tendō, Yamagata           | ND Soft Stadium                     | 20.638    |
| Ōita Trinita               | Ōita, Ōita                | Crasus Dome Oita                    | 40.000    |
| RB Ōmiya Ardija            | Saitama, Saitama          | NACK5 Stadium Ōmiya                 | 15.500    |
| Renofa Yamaguchi FC        | Yamaguchi, Yamaguchi      | Ishin Me-Life Stadium               | 15.115    |
| Roasso Kumamoto            | Kumamoto, Kumamoto        | Egao Kenkō Stadium                  | 30.275    |
| Sagan Tosu                 | Tosu, Saga                | Ekimae Real Estate Stadium          | 20.805    |
| Tokushima Vortis           | Tokushima                 | Pocari Sweat Stadium                | 17.924    |
| V-Varen Nagasaki           | Städteverbund in Nagasaki | Peace Stadium Connected by SoftBank | 20.027    |
| Vegalta Sendai             | Sendai, Miyagi            | Yurtec Stadium Sendai               | 19.526    |
| Ventforet Kofu             | Kōfu, Yamanashi           | Yamanashi Chuo Bank Stadium         | 15.853    |

## Ausländische Spieler
Stand: 27. März 2025
| Mannschaft                 | Spieler 1        | Spieler 2       | Spieler 3               | Spieler 4           | Spieler 5       | Spieler 6          | Spieler 7         | Ehemalige Spieler |
| -------------------------- | ---------------- | --------------- | ----------------------- | ------------------- | --------------- | ------------------ | ----------------- | ----------------- |
| Blaublitz Akita            | Luka Radotić     |                 |                         |                     |                 |                    |                   |                   |
| Ehime FC                   | Ben Duncan       | Arthur Viana    | Marcel Scalese          | Bak Keon-woo        | Ekanit Panya    |                    |                   | Yu Ye-chan        |
| Fujieda MYFC               | Anderson Chaves  | Roque Júnior    | Cheikh Diamanka Senghor |                     |                 |                    |                   |                   |
| Hokkaido Consadole Sapporo | Francis Cann     | Kinglord Safo   | Amadou Bakayoko         | Jordi Sánchez       | Kim Gun-hee     | Park Min-gyu       | Supachok Sarachat |                   |
| FC Imabari                 | Danilo Cardoso   | Marcus Vinícius | Vinícius Diniz          | Wesley Tanque       | Lee Young-jun   |                    |                   |                   |
| Iwaki FC                   | Hyun Woo-been    | Joo Hyun-jin    |                         |                     |                 |                    |                   |                   |
| JEF United Ichihara Chiba  | Carlinhos Junior | Derek           | Eduardo                 | José Aurelio Suárez |                 |                    |                   |                   |
| Júbilo Iwata               | Jordy Croux      | Léo Gomes       | Matheus Peixoto         | Ricardo Graça       | Hassan Hilu     | Park Se-gi         |                   |                   |
| Kataller Toyama            | Gabriel Henrique | Koh Bong-jo     |                         |                     |                 |                    |                   |                   |
| Mito Hollyhock             |                  |                 |                         |                     |                 |                    |                   |                   |
| Montedio Yamagata          | Tom Heward-Belle | Beka Mikeltadze |                         |                     |                 |                    |                   |                   |
| Ōita Trinita               | Derlan           | Matheus Pereira | Kim Hyun-woo            | Mun Kyung-gun       |                 |                    |                   |                   |
| RB Ōmiya Ardija            | Arthur Silva     | Gabriel         | Mauricio Caprini        | Fabián González     | Oriola Sunday   |                    |                   |                   |
| Renofa Yamaguchi FC        | Sílvio Júnior    | Nick Marsman    | Choi Hyung-chan         | Kim Byeom-yong      |                 |                    |                   |                   |
| Roasso Kumamoto            | Ri Thae-ha       | Bae Jeong-min   |                         |                     |                 |                    |                   |                   |
| Sagan Tosu                 | Cristiano        | Jô              | Vykintas Slivka         | Yang Han-been       | Arnau Riera     |                    |                   |                   |
| Tokushima Vortis           | Elsinho          | João Victor     | Kaique                  | Lucas Barcellos     | Thonny Anderson | Lawrence Izuchukwu |                   |                   |
| V-Varen Nagasaki           | Edigar Junio     | Eduardo         | Emerson Deocleciano     | Marcos Guilherme    | Matheus Jesus   | Juanma             |                   |                   |
| Vegalta Sendai             | Eron             | Gustavo Santos  | Mateus Moraes           |                     |                 |                    |                   |                   |
| Ventforet Kofu             | Eduardo Mancha   | Matheus Leiria  | Renato Augusto          | Lee Min-ki          | Taiga Son       |                    |                   |                   |

## Tabelle
| Pl.                  | Verein                         | Sp. | S | U | N | Tore    | Diff. | Punkte |
| -------------------- | ------------------------------ | --- | - | - | - | ------- | ----- | ------ |
| 1.                   | JEF United Ichihara Chiba      | 6   | 6 | 0 | 0 | 017:500 | +12   | 18     |
| 2.                   | RB Ōmiya Ardija (N)            | 6   | 5 | 0 | 1 | 011:300 | +8    | 15     |
| 3.                   | V-Varen Nagasaki               | 6   | 4 | 2 | 0 | 013:600 | +7    | 14     |
| 4.                   | Júbilo Iwata (A)               | 6   | 4 | 0 | 2 | 010:900 | +1    | 12     |
| 5.                   | FC Imabari (N)                 | 6   | 3 | 2 | 1 | 008:400 | +4    | 11     |
| 6.                   | Kataller Toyama                | 6   | 3 | 1 | 2 | 006:400 | +2    | 10     |
| 7.                   | Tokushima Vortis               | 6   | 2 | 3 | 1 | 004:200 | +2    | 09     |
| 8.                   | Fujieda MYFC                   | 6   | 2 | 3 | 1 | 008:700 | +1    | 09     |
| 9.                   | Vegalta Sendai                 | 6   | 2 | 2 | 2 | 008:700 | +1    | 08     |
| 10.                  | Montedio Yamagata              | 6   | 2 | 1 | 3 | 010:900 | +1    | 07     |
| 11.                  | Ōita Trinita                   | 6   | 1 | 4 | 1 | 004:400 | ±0    | 07     |
| 12.                  | Roasso Kumamoto                | 6   | 2 | 1 | 3 | 007:100 | −3    | 07     |
| 13.                  | Sagan Tosu (A)                 | 6   | 2 | 1 | 3 | 004:700 | −3    | 07     |
| 14.                  | Mito Hollyhock                 | 6   | 1 | 3 | 2 | 006:800 | −2    | 06     |
| 15.                  | Hokkaido Consadole Sapporo (A) | 6   | 2 | 0 | 4 | 006:120 | −6    | 06     |
| 16.                  | Blaublitz Akita                | 6   | 2 | 0 | 4 | 008:150 | −7    | 06     |
| 17.                  | Renofa Yamaguchi FC            | 6   | 1 | 2 | 3 | 006:700 | −1    | 05     |
| 18.                  | Ventforet Kofu                 | 6   | 1 | 1 | 4 | 006:100 | −4    | 04     |
| 19.                  | Iwaki FC                       | 6   | 0 | 3 | 3 | 002:700 | −5    | 03     |
| 20.                  | Ehime FC                       | 6   | 0 | 1 | 5 | 006:140 | −8    | 01     |
| Stand: 25. März 2025 |                                |     |   |   |   |         |       |        |

| Zum Saisonende 2025:                        |                                   |
| Aufstieg in die J1 League                   |                                   |
| Teilnahme an den Playoffs für die J1 League |                                   |
| Abstieg in die J3 League                    |                                   |
| Zum Saisonende 2024:                        |                                   |
| (A)                                         | Absteiger aus der J1 League 2024  |
| (N)                                         | Aufsteiger aus der J3 League 2024 |